# Ô tác bụng trắng
Ô tác bụng trắng (danh pháp khoa học: Eupodotis senegalensis) là một loài chim sinh sống ở châu Phi trong họ Ô tác. Ô tác bụng trắng sinh sống ở Angola, Bénin, Botswana, Burkina Faso, Cameroon, Cộng hòa Trung Phi, Tchad, Cộng hòa Congo, Cộng hòa Dân chủ Congo, Bờ Biển Ngà, Eritrea, Ethiopia, Gabon, Gambia, Ghana, Guinée, Kenya, Lesotho, Mali, Mauritanie, Namibia, Niger, Nigeria, Sénégal, Somalia, Nam Phi, Sudan, Swaziland, Tanzania, Togo, Uganda, và Zambia. Nó sinh sống trong nhiều môi trường sống khác nhau từ đồng cỏ đến rừng gỗ mở. Chim trống dài 48–61 cm.

## Phân loài
Có 5 phân loài được công nhận:

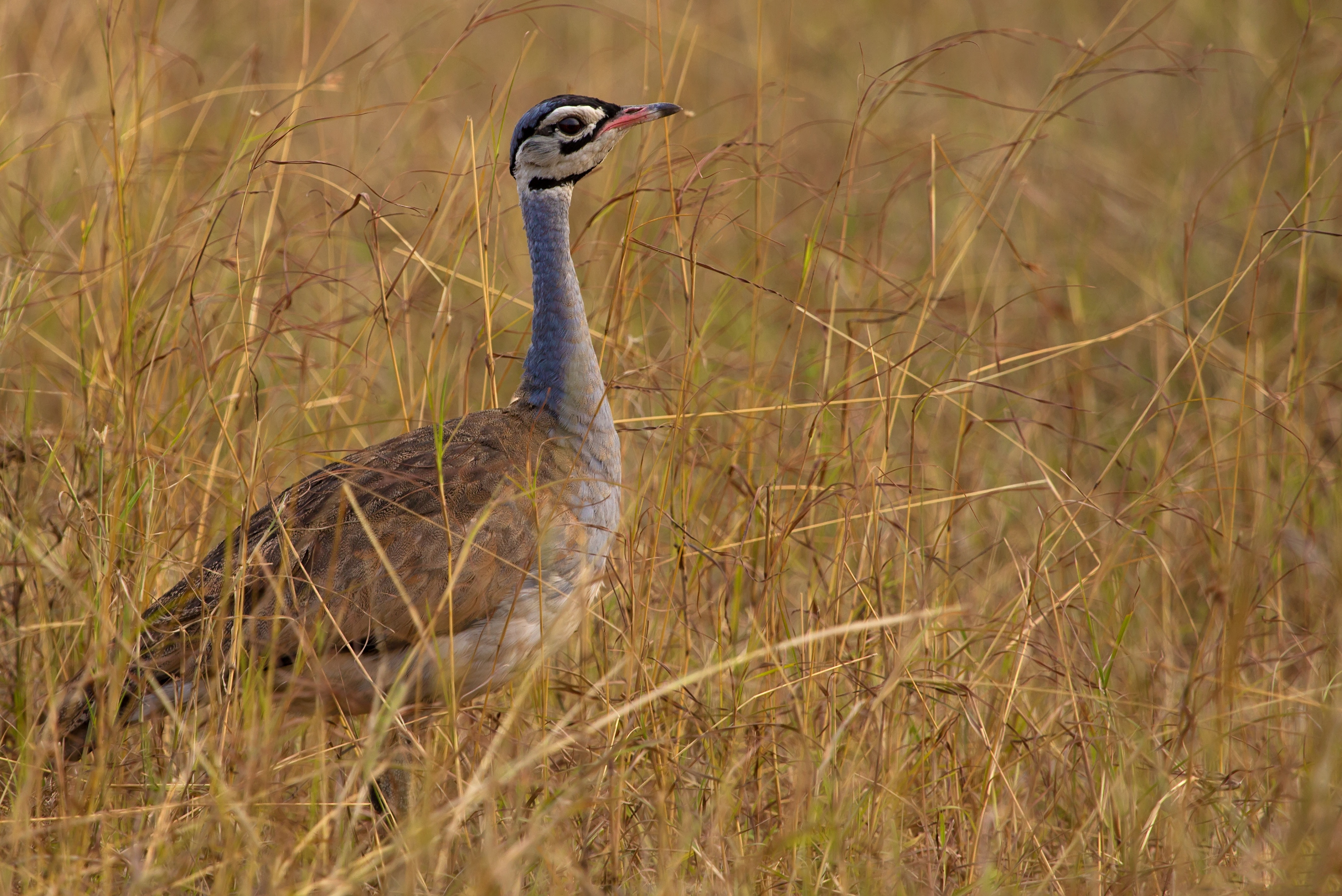
Con trống ở Maasai Mara, Kenya

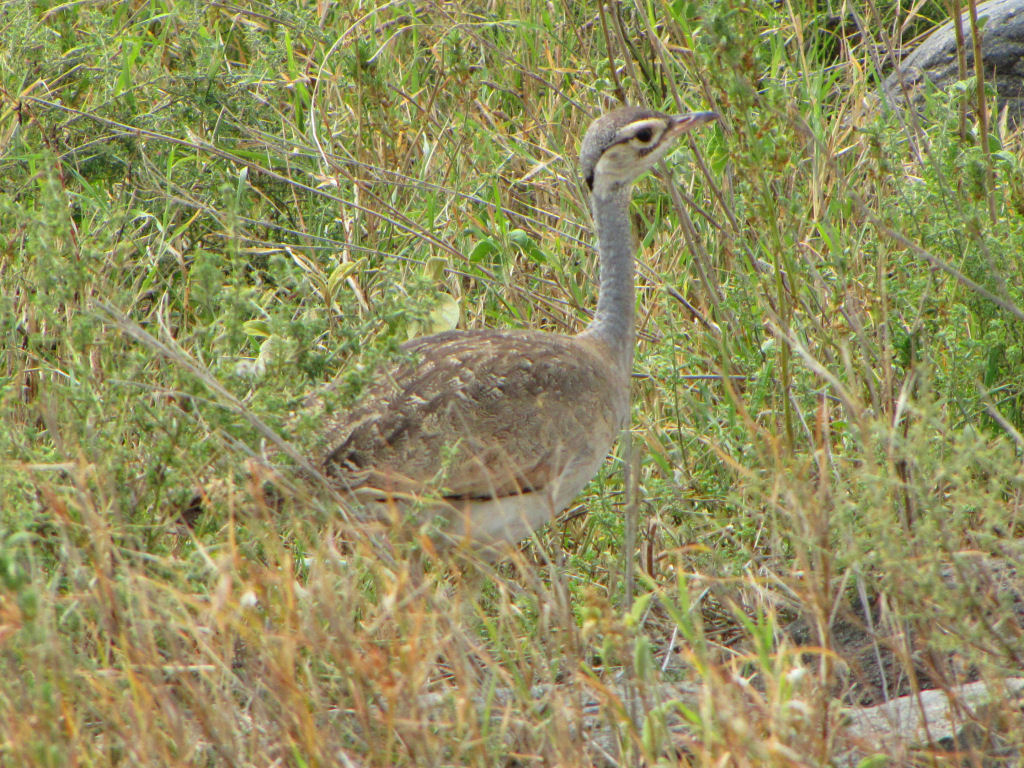
E. s. erlangeri, con mái, Serengeti, Tanzania

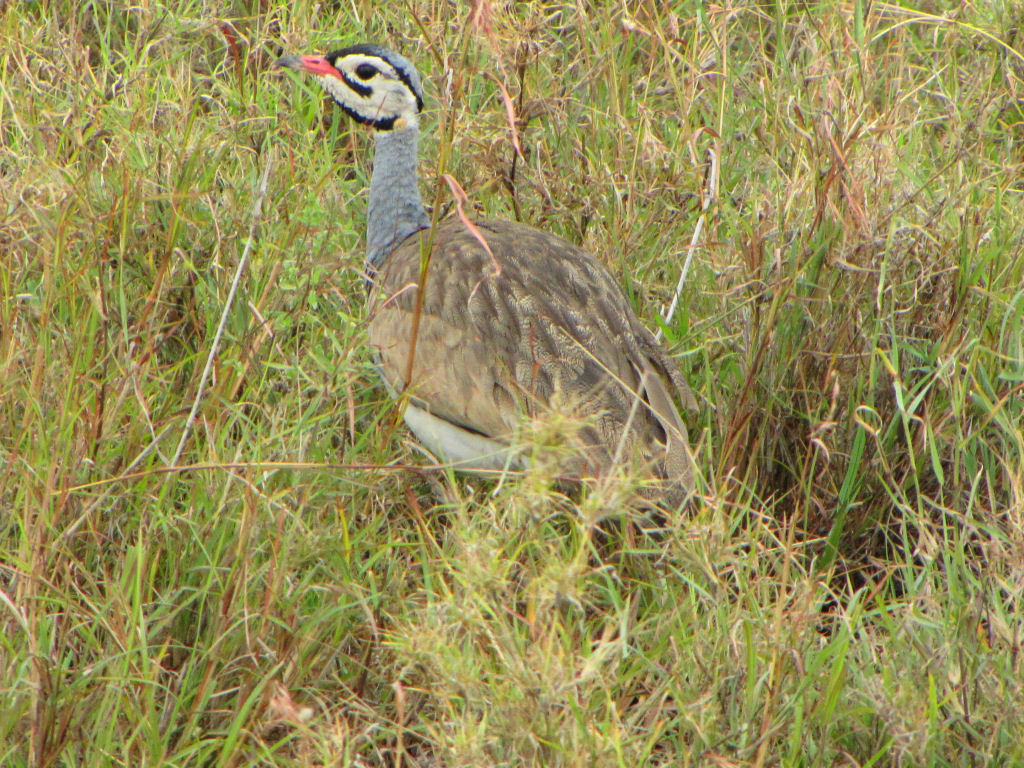
E. s. erlangeri, con trống, Serengeti, Tanzania

- E. s. senegalensis (Vieillot, 1820) – tây nam Mauritanie và Guinée, phía đông đến Cộng hòa Trung Phi, trung bộ Sudan, và có lẽ Eritrea (Ô tác Sénégal)
- E. s. canicollis (Reichenow, 1881) – Ethiopia phía nam đến đông bắc Tanzania
- E. s. erlangeri (Reichenow, 1905) – nam Kenya và tây Tanzania
- E. s. mackenziei C.M.N. White, 1945 – đông Gabon và trung bộ Cộng hòa Dân chủ Congo đến Zambia, Angola và bắc Namibia
- E. s. barrowii (J.E. Gray, 1829, đôi khi được xem là một loài riêng biệt) – Botswana, Nam Phi, Swaziland và Lesotho